# ピークスキル
ピークスキル（Peekskill）は、アメリカ合衆国ニューヨーク州のウェストチェスター郡にある都市。
人口は2万5431人（2020年）。マンハッタンの北70キロメートル、ハドソン川東岸に位置している。メトロノース鉄道ハドソン線のピークスキル駅が利用できる。
オランダ植民地ニューネーデルラント時代に入植が始まった歴史の古い町である。1816年に村として法人化し1940年に市に昇格した。地名「ピークスキル」のピークスは初期の入植者ジャン・ピークから、キルはオランダ語で小川を意味する。
ピークスキルで起こった有名な出来事は1949年のピークスキル暴動と1992年のピークスキル隕石である。著名な出身者はメル・ギブソン、スタンリー・トゥッチ、ポール・ルーベンス、ジョージ・パタキ、エルトン・ブランド、ショーン・マーフィー など。